# История кяхтинской торговли
Приграничная торговля с Китаем и Монголией способствовала развитию различных отраслей российской экономики: торговли, пушного промысла, транспорта, скотоводства, земледелия, кожевенной промышленности и т. д. Капиталы, вырученные от торговли в Кяхте, вкладывались в добычу золота, пароходство, промышленность, благотворительность.

## История

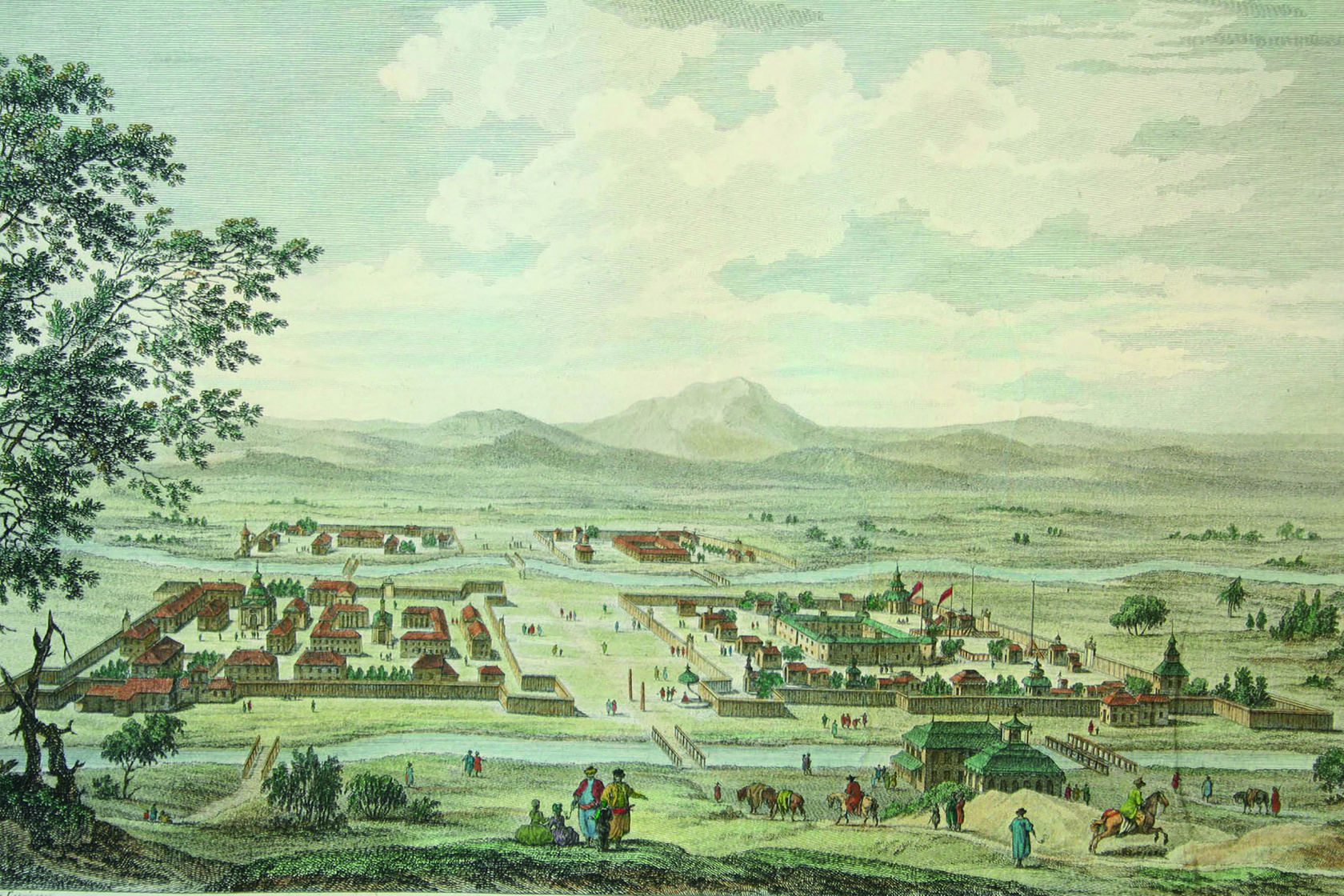
Кяхта в 1780-е годы

Торговля с Китаем началась после заключения Нерчинского договора 1689 года. До 1706 года торговля шла в Нерчинске, затем в Селенгинске и Кяхте. В 1693 году по указанию главы Сибирского приказа И. Б. Репнина специально для Сибири был разработан первый таможенный устав. Торговля в Нерчинске не приобрела желаемого масштаба и в 1719 году в Пекин было отправлено посольство во главе с капитаном гвардии Львом Измайловым. Его сопровождал секретарь Лоренц Ланг, который в поездке собрал материалы по истории русско-китайских отношений и Сибири, а также написал труд «Описание государства Китайского».
В 1693—1762 годах Русское государство отправляло в Китай только казённые торговые караваны. С 1706 года в караване могли иметь свои товары только те, кто попал в его штат в должности агента, целовальника и т.п. Караван возглавлял доверенный купец, к которому приставлялись правительственный комиссар, четыре целовальника, гвардейский офицер с военной охраной в составе 100 казаков. Общая численность администрации и охраны казённого каравана достигала 200 человек. Караваны организовывались один раз в три года, их движение в одну сторону занимало один год. Движение осуществлялось по маршруту, который получил наименование «Чайный путь»: Москва, Переславль-Залесский, Ярославль, Кострома, Вологда, Устюг Великий, Нижний Новгород, Ирбит, Соликамск, Екатеринбург, Верхотурье, Туринск, Тюмень, Тобольск, Тара, Томск, Енисейск, Илимск, Нижнеудинск, Иркутск, Верхнеудинск, Селенгинск, Кяхта, Урга, Сайншанд, Эрэн-Хото, Калган, Пекин.
Таблица: Караванная торговля с Китаем.
| Годы      | Комиссар (агент)       | Состав каравана, чел. | Всего товаров, руб. | Прибыль, руб. |
| --------- | ---------------------- | --------------------- | ------------------- | ------------- |
| 1702      | Савватеев И. П., гость | 400                   | 22319 руб 74 коп.   | 100 тыс.      |
| 1703      | Осколков Г. А.         | 200                   | —                   | —             |
| 1705—1709 | Худяков П. Л., гость   | 200                   | —                   | 270 тыс.      |
| 1707—1711 | Савватеев И. П., гость | —                     | 142 тыс.            | 223 тыс.      |
| 1709—1713 | Худяков П. Л., гость   | 220                   | 200 тыс.            | —             |
| 1711—1716 | Осколков Г. А.         | 220                   | —                   | —             |
| 1714—1719 | Гусятников М. Я.       | 200                   | —                   | —             |
| 1718—1723 | Истопников Ф. С.       | 200                   | —                   | —             |
| 1719—1735 | Третьяков Е. М., купец | 205                   | 275403              | убыток        |
| 1731—1738 | Молоков И.             | 113                   | 100 тысяч мехов     | 15 тысяч      |
| 1734—1740 | Фирсов Е.              | —                     | 100,3 мехов         | 25 тысяч      |
| 1758      | Владыкин А.            | —                     | —                   | —             |

В 1703—1706 годах меняется маршрут следования казённых караванов — торговля перемещается в Селенгинск и Иркутск. В 1713 году Правительствующий Сенат запретил в казённых караванах продавать товары, принадлежащие частным торговцам.
Государственная торговля оказалась не эффективной и приносила убытки. В 1714 году было принято решение разрешить частную торговлю с Китаем. Купцы начинают торговлю в Урге. В 1727 году после подписания Россией и Китаем Кяхтинского договора строится город Троицкосавск, в трёх верстах от него основываются торговая слобода Кяхта и китайский торговый город Маймачен. Начинается частный торг с китайскими купцами.
Продолжается торговля в Нерчинске, но там она имеет локальный характер. В 1762 году Екатерина II запретила деятельность казённых караванов и провозгласила полную свободу торговли в Кяхте, в том числе пушниной.
В середине XVIII века через Кяхту проходило 67 % товарооборота России с азиатскими странами. В 1753 году была упразднена внутренняя таможня в Верхотурье, отменены пошлины на ввоз/вывоз товаров. В 1762 году были отменены казённые и частные монополии, в том числе государственная монополия на продажу пушнины за границу. В 1775 году пошлины с купцов, торговавших в Кяхте, составляют 38,5 % всех таможенных поступлений в российский бюджет.
В 1800 году принимаются новые правила торговли с Китаем — устанавливаются фиксированные расценки товаров, разрешены только бартерные операции. Цены устанавливались «общим уговором» торгующих в Кяхте российских купцов. Запрещены покупка и продажа за деньги, а также кредитные операции.
Доминируют в торговле купцы европейской части России. На долю сибирских купцов приходится меньше половины торговли.
Таблица: Товарооборот кяхтинской торговли.
| Годы                       | 1744 | 1755 | 1757 | 1760 | 1770 | 1773 | 1780 | 1784 | 1792 | 1798 | 1800 |
| -------------------------- | ---- | ---- | ---- | ---- | ---- | ---- | ---- | ---- | ---- | ---- | ---- |
| Товарооборот, тысяч рублей | 580  | 840  | 1333 | 1360 | 2620 | 2251 | 5400 | 6083 | 4940 | 5570 | 8380 |

В 1807 году правительством России принят манифест — с Китаем разрешено торговать только купцам 1-й гильдии. Количество купцов в Кяхте сокращается. Купцы из европейской части России завышают договорные цены на пушнину, чтобы сделать более выгодным обмен своих мануфактурных товаров. Обороты сибирских купцов сокращаются — в 1839 году у них осталось не обменянным пушнины на 4 миллиона рублей, что было 1,5 раза больше среднегодовой торговли. Позднее купцам второй гильдии разрешили торговлю в Кяхте, но их обороты не должны были превышать 90 тысяч рублей.
Таблица: численность купцов в Кяхте
| Годы               | 1830 | 1835 | 1840 | 1845 | 1850 | 1854 | 1860 |
| ------------------ | ---- | ---- | ---- | ---- | ---- | ---- | ---- |
| Численность купцов | 43   | 122  | 133  | 125  | 92   | 105  | 73   |

В 1820 году приняты «Подтвердительные правила о свободе внутренней торговли».
В 1822 году разрешён въезд торговцев в кочевья и стойбища инородцев, что стимулировало пушную торговлю.
В 1835 году в Кяхте открылось училище китайского языка, в котором готовили переводчиков для обслуживания торговли.
1 августа 1854 года разрешено свободное ценообразование в торговле с Китаем.
В 1855 году были отменены ограничения в обмене товаров, разрешалась закупка товаров на золотую монету. В. А. Кокорев в статье «Экономические провалы» указывал, что 

стали являться в С.-Петербург из Москвы как Кяхтинские торговцы, так и фабриканты, работавшие для Китая (в числе их припоминаю часто бывавших у меня Е. С. Морозова и И. А. Корзинкина), и умолять властных лиц, в видах общей и государственной пользы, оставить дело при старом порядке; но золото Англии, как гласила тогда народная молва, превозмогло, и потому интересы государственного торгового баланса, Сибирского тракта, московских фабрик и вообще всего русского народа с его потомством были принесены в жертву интересам чужестранным.

Пекинский трактат 1860 года разрешил китайцам торговать в России. Китайцы появляются в Верхнеудинском уезде. Они занимаются мелкой торговлей или работают на золотых приисках, цементном заводе, занимаются кустарным промыслом. Верхнеудинское полицейское управление каждому китайцу выдавало билет, дающий право находиться на территории Российской империи сроком на один год. Китайцы торгуют без уплаты сборов и пошлин. Кяхтинские купцы обратились к министру финансов с прошением разрешить вопрос о пошлинах для китайских подданных. В 1869 году китайцам разрешили вести беспошлинную торговлю на расстоянии 50 верст от границы. Китайским торговцам было предписано оформлять «гильдейские» или «мелочные» торговые свидетельства и, как и русским купцам, платить налоговые сборы.
В 1861 году таможню из Кяхты перевели в Иркутск. Русские купцы начинают отправлять чай из Китая морем в порт Одессы. Так закончилась монополия Кяхты в торговле с Китаем.
В 1862 году начинает издаваться еженедельная газета «Кяхтинский листок». Редактор П. С. Андруцкий. Газета публикует сведения о вывозе чая. До выхода газеты информация о торговле публиковалась в циркуляре «Коммерческих сведений от агентов торгующего в Кяхте купечества».
В 1869 году открылся для судоходства Суэцкий канал. Морской путь из Европы в Китай значительно сократился. Но даже после этого ввоз китайского чая через Кяхту увеличился. Морем перевозили дорогие сорта байхового чая. Дешёвые сорта, широко употреблявшиеся в России, продолжали везти через Кяхту.

## Транспорт
До конца XVIII века основным рынком сбыта китайских товаров была Москва. Позднее центр торговли китайскими товарами переместился на Нижегородскую ярмарку.
Основным способом транспортировки товаров до строительства Сибирского тракта оставался водный транспорт. Из Кяхты товары доставляли до реки Селенги, там их перегружали на барки и другие суда. По Селенге суда доходили до Верхнеудинска, и через Байкал, Иркутск, реки Ангара и Енисей доходили до Енисейска. Из Енисейска по Маковскому волоку переходили в реки Кеть и Обь. В Томске товары «весновали», и с началом новой навигации отправляли в Тобольск, и далее в Нижний Новгород, Москву и Петербург. На доставку товаров в Европейскую часть России уходило два года, что существенно замедляло оборот купеческих капиталов.
К тому же на Байкале действовали пираты. Разбойники грабили как купеческие суда, так и небольшие ярмарки. Самым известным байкальским пиратом был разбойник по кличке Сохатый, ставший героем народных легенд, авантюрных повестей и романов, например «Сохатый (Сибирское предание)»// Н. А. Полевой, Денница, Москва, 1830 год..
В 1730-х годах началось строительство Сибирского тракта. Дорога проходила через Екатеринбург, Тюмень, Тобольск, Омск, Каинск, Колывань, Томск, Ачинск, Красноярск, Нижнеудинск до Иркутска. К 1760-м годам строительство тракта было завершено. Срок доставки грузов до Европейской части России сократился до 2—3 месяцев. За два месяца товары доставляли до Ирбитской ярмарки. К началу XIX века водным транспортом перевозилось всего 10—30 % товаров, приобретённых в Кяхте.
На доставку товаров тратились значительные суммы. Например, в 1842 году грузооборот кяхтинской торговли составил 650 тысяч пудов, а транспортные расходы — 6,4 миллиона рублей ассигнациями, или 1 823 500 рублей серебром. Основная часть уходила на оплату труда ямщиков, численность которых достигала 10 тысяч человек.
В первый год эксплуатации Забайкальской железной дороги (1901 год) дорога перевезла 2 миллиона 65 тысяч пудов чая. Чай составлял около 10 % от всех коммерческих грузов дороги. Выручка от его перевозки превышала 2 миллиона рублей. Чай поставлялся, в основном, из юго-восточных провинций Китая — по железной дороге из Ханькоу в Шанхай или другие портовые города, а затем морем до Владивостока. Таможенные склады работали в Иркутске и Челябинске. Через Одессу возили, в основном, цейлонский чай.
После строительства КВЖД (1903 год) чай начали перевозить по железной дороге через станцию Сретенск. Забайкальская железная дорога перевезла в 1907 году 3 миллиона 989 тысяч пудов чая, в 1908 году — 3 миллиона  690 тысяч пудов, в 1909 году — 3 миллиона  048 тысяч пудов, в 1910 году — 3 миллиона 789 тысяч пудов.

## Распределение товаров

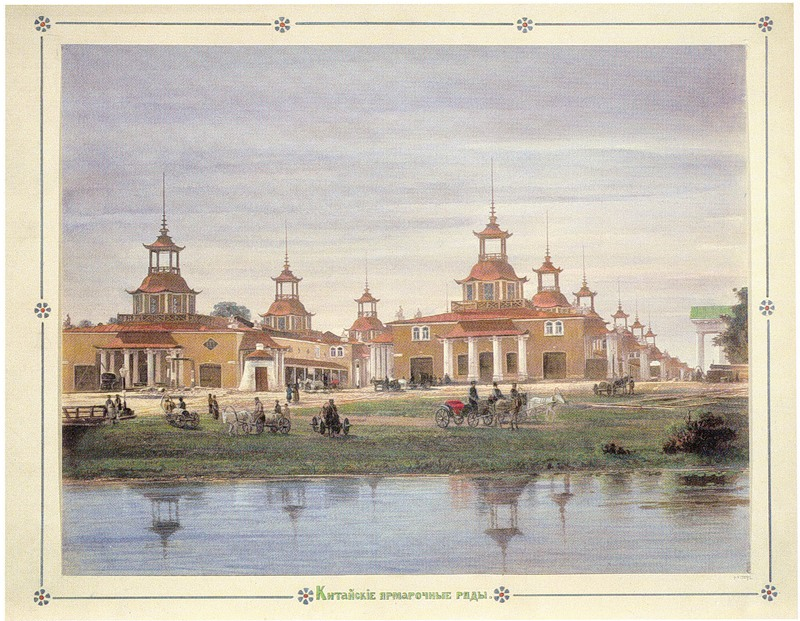
Китайские ярмарочные ряды на Нижегородской ярмарке

Около половины кяхтинских товаров отправлялось в Европейскую часть России. Оставшаяся часть продавалась в сибирских городах. Например, в 1751 году товары из Кяхты на общую сумму 450,4 тысяч рублей были отправлены в города:
| Город                                 | Сумма, тысяч рублей |
| ------------------------------------- | ------------------- |
| Европейская часть России              | 210,7               |
| Иркутск                               | 94,3                |
| Ирбитская ярмарка                     | 66,6                |
| Нерчинск                              | 24,5                |
| Якутск                                | 13,8                |
| Тобольск                              | 11,3                |
| Енисейск                              | 10,2                |
| Барнаул                               | 5,9                 |
| Селенгинск                            | 5,4                 |
| Томск                                 | 3,6                 |
| Илимск                                | 1,0                 |
| Красноярск                            | 0,8                 |
| Ямышевская и Семипалатинская крепости | 2,3                 |

## Финансы

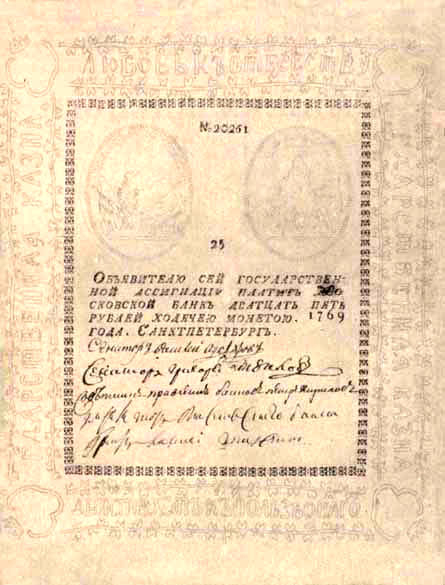
25 рублей 1769 года

До 1740-х годов существовал запрет на вексельные переводы из Европейской России в Сибирь и обратно. Правительство опасалось, что воеводы и губернаторы, прикрываясь купеческими вексельными операциями, смогут выводить из Сибири свои деньги. В Сибирь деньги перевозились в наличном виде.
С 1769 года появились в обращении ассигнации (бумажные деньги). После разрешения вексельного перевода платежей из Европейской России в Сибирь начал распространяться безналичный расчёт, начинается становление банковской системы. Открываются государственные банковские конторы для кредитно-вексельных операций в 1772 году в Тобольске, а в 1779 году в Иркутске.
В 1800 году правила торговли с Китаем разрешали только бартерные операции, запрещались покупка и продажа товаров за деньги, а также кредитные операции. В 1842 году русские купцы, зная, что находившийся в состоянии войны с Англией Китай нуждается в драгоценных металлах, начали нелегально приобретать китайские товары на золотую монету. Товарооборот увеличился на 30 %. Несколько сибирских купцов были привлечены к судебной ответственности за контрабандную торговлю золотой монетой.
В 1842—1850 годах в Кяхте обращалось ежегодно от 400 до 500 тысяч рублей серебром, то есть примерно 5—6 % общей ценности товаров. В 1854—1861 годах около 50 % стоимости китайских товаров оплачивалось нетоварными средствами, что позволяло снизить затраты купцов на доставку товаров в Кяхту.
В 1830-е — 1860-е годы появляются городские общественные банки. В Кяхте банк открыт в 1844 году на деньги купца I гильдии Я. А. Немчинова. Яков Немчинов (Тара) стал одним из самых богатых купцов России XIX века. По разным оценкам его состояние составляло от 17 до 48 миллионов рублей. Основа его капитала была заложена в русско-китайской торговле.

## Купеческие компании
Российское правительство ещё при Петре I намеревалось создать для торговли с Китаем компанию, по образцу Ост-Индийской. В 1768 году российские купцы организовали в 6 обществ: Московское, Тульское, Архангельское, Вологодское, Тобольское и Иркутское. Московское товарищество ввозило в Кяхту сукна, плис, мех бобров и выдр, московские и иностранные изделия. Тульское общество — мерлушку и кошку. Архангельское и Вологодское — лисью лапу, финляндскую лисицу, русскую выдру, песцов, московские товары. Тобольское и Иркутское — белку, песцов, мерлушку, лисицу, юфть. Указом 1800 года купеческие компании должны были избирать по одному члену для установки цен на товары.

## Товары
Из России в Китай вывозились:

### Скот
На ранних этапах торговли (Нерчинск, Урга) большую роль играла торговля скотом. В 1699 году из Иркутска в Нерчинск было отправлено 488 голов рогатого скота и 236 лошадей. После перемещения торговли в Кяхту торговля скотом увеличилась.
Хорошим спросом у китайцев пользовались лошади. В 1758 году в одном только Красноярском уезде было закуплено для обмена около 60 тысяч лошадей, что привело к росту цен на них с 5—7 рублей до 15. В 1759—1761 годах на долю лошадей пришлось 2,5 % российского экспорта.
В 1813 году российское правительство предписало сократить в Кяхте торговлю зерном и скотом. Торговля скотом существенно сократилась — в 1847—1850 годах на её долю приходилось 0,23 % от российского экспорта.

### Кожа
Сырая кожа продавалась для дальнейшей выделки. Частично необработанная кожа использовалась в качестве упаковочного материала — ящики с чаем обшивались кожей. В начале 1850-х годов для упаковки чая ежегодно требовалось до 80 тысяч кож.
Спрос со стороны чайной торговли вызвал рост цен на кожу. В первой половине XIX века цены на кожу в юго-восточной Сибири выросли с 1 рубля ассигнациями до 5 рублей серебром. Это вызвало кризис кожевенной промышленности Иркутской губернии и Забайкальской области — подорожавшее сырьё делало их продукцию неконкурентоспособной.

### Шкуры
В больших количествах выменивалась мерлушка (выделанная овечья шкура) и овчина. В 1770-е — 1780-е годы ежегодно в Кяхту завозилось от 600 тысяч до 1 миллиона шкур. К концу XVIII века ежегодный экспорт вырос до 1 миллиона 200 тысяч шкур. В XIX веке вывоз шкур сократился, но всё ещё оставался значительным: в 1850 году 600 тысяч шкур. Немногим менее половины мерлушки в XIX веке закупалось в Забайкалье.

### Юфть
На долю юфти в первой половине XIX века приходилось от 7 до 16 % российского экспорта. В 1850—1852 годах сибирские купцы ежегодно сбывали в Кяхте в среднем 116,7 тысяч юфти и других выделанных кож.

### Пушнина
Пушнина была основой кяхтинской торговли после отмены в 1762 году государственной монополии на внешнюю торговлю мехами. Торговля пушниной дала значительный прирост объёмов торговли: с 1760 по 1800 год годовые обороты торговли в Кяхте выросли с 1,4 млн руб. до 8,4 млн руб. В 1757—1784 годах пушнина составляла около 85 % российского экспорта в Китай. В дальнейшем её доля снижалась, но она по-прежнему значительно превосходила объёмы торговли металлами, тканями, скотом и другими товарами.
До отмены государственной монополии на пушную торговлю широко ведётся нелегальная торговля мехом. Так в 1750 году российскими купцами было променяно мехов на 164,3 тысячи рублей.
Пушнина оставалась главной статьёй российского экспорта в Китай до 1840-х годов — на первое место вышли шерстяные и хлопчатобумажные ткани. В 1850-е годы текстиль составляет до 50 % российского экспорта.
| Годы         | 1757 — 1784 | 1790-е | 1824 — 1828 | 1836 — 1840 |
| ------------ | ----------- | ------ | ----------- | ----------- |
| Доля пушнины | 85 %        | 70 %   | 50,7 %      | 34,5 %      |

Таблица: удельный вес пушнины в российском экспорте в Китай
| Годы      | 1757-1759 | 1826 | 1830 | 1835 | 1840 | 1845 |
| --------- | --------- | ---- | ---- | ---- | ---- | ---- |
| Стоимость | 96,3      | 2900 | 3161 | 4291 | 1107 | 950  |

Таблица: стоимость пушного экспорта в Китай, тысяч рублей
Пушнина закупалась на ярмарках: Туруханской и Енисейской, поставлялась из Якутии, Камчатки.
Также из Кяхты в Китай и Монголию вывозились железо, медь, краска, зеркала, пшеница, пенька, бакалея, тюменские ковры, томская крупчатка, мед, масло, мороженая рыба, стеариновые свечи, мыло, железные изделия, скобяной товар и т.д. Пшеница поставлялась для приграничного китайского населения.

## Импорт из Китая
Из Китая в Россию ввозились: шелковые и хлопчатобумажные ткани, фарфор, чай, сахар-леденец, золото, серебро, жемчуг, драгоценные камни. До XIX века на долю тканей приходится 2/3 всего ввоза. С 1824 по 1850 год импорт китайских тканей уменьшился в шесть раз. Россия сама начала продавать ткани в Китай — до 1 миллиона аршин. В северной части Китая российские ткани стали предметом широкого потребления.
Государственная монополия на торговлю ревенем в России была введена в 1687 году (по данным Костомарова в 1657 году). В 1704 году приказано было покупать в сибирских городах ревень для казны не менее 300 пудов в год и свозить его в Москву. В 1727 году государственная монополия была отменена, но в 1731 году монополия была введена вновь. В Кяхте была создана ревенная комиссия. Весь ревень, покупаемый в Кяхте, отправлялся в Москву, в Медицинскую контору, небольшая часть оставалась в Иркутской полевой аптеке, откуда он распределялся по всей Сибири. В 1782 году вышел указ, которым была «дозволена свободная торговля ревенем и ревенным семенем как внутри, так и вне границ России». Через 50 лет главным складочным местом ревеня стал Иркутск.
Доля чая в китайском импорте увеличивалась до 400 тысяч пудов в год. В середине XIX века на долю чая приходилось около 95 % стоимости российского импорта из Китая.
| Годы        | Ввоз чая в Россию, руб |
| ----------- | ---------------------- |
| 1792        | 540236                 |
| 1802        | 1872600                |
| 1802 — 1807 | 2165300                |
| 1812 — 1820 | 3838000                |
| 1821 — 1831 | 5953500                |
| 1831 — 1840 | 6218400                |
| 1909        | 62080                  |

Таблица: Ввоз чая в среднем, в год.